# Dekanat Słupsk Zachód
Dekanat Słupsk Zachód – jeden z 24 dekanatów diecezji koszalińsko-kołobrzeska w metropolii szczecińsko-kamieńskiej. 
W skład dekanatu wchodzą następujące parafie:
- Kobylnica, parafia pw. NSPJ
  - kościół filialny: Sierakowo Słupskie
- Kwakowo, parafia pw. Niepokalanego Poczęcia NMP
  - kościół filialny:
    1. Kuleszewo
    2. Lubuń
    3. Płaszewo
    4. Żelkówko
- Słupsk, parafia pw. Świętej Rodziny
- Słupsk, parafia pw. św. M. M. Kolbego
- Słupsk, parafia pw. św. Józefa Oblubieńca NMP
- Słupsk, parafia pw. św. Faustyny
- Sycewice, parafia pw. św. Jana Bosko
  - kościół filialny:
    1. Pałowo
    2. Zębowo

Na terenie dekanatu znajduje się diecezjalne sanktuarium św. Józefa Oblubieńca NMP.